# The Crow (série télévisée)
Pour les articles homonymes, voir The Crow.
The Crow (The Crow: Stairway to Heaven) est une série télévisée canadienne en 22 épisodes de 44 minutes, créée par Bryce Zabel (en) et diffusée entre le 25 septembre 1998 et le 22 mai 1999 en syndication.
La série était basée sur le film de 1994 The Crow, lui-même basé sur la série de comics du même nom de 1989 de James O'Barr.
En France, la série a été diffusée à partir du 6 février 1999 sur Cinéstar 1 puis à partir du 6 avril 2000 sur M6.

## Synopsis
Eric Draven, musicien, et sa fiancée, photographe, sont assassinés. Un an après ce crime, Eric revient à la vie. Mais il est différent : en colère, il se transforme et est accompagné, où qu'il soit, d'un corbeau. Celui qui escorte les défunts jusqu'au royaume des morts. Il se rappelle peu à peu ce qui lui est arrivé et retrouve ceux qui ont détruit sa vie.

## Distribution
- Mark Dacascos (V. F. : Jean-Philippe Puymartin) : Eric Draven / The Crow
- Sabine Karsenti (V. F. : Dominique Westberg) : Shelly Webster
- Katie Stuart (V. F. : Noémie Orphelin) : Sarah Mohr
- Lynda Boyd (en) (V. F. : Déborah Perret) : Darla Mohr
- Jon Cuthbert (V. F. : Patrice Baudrier) : lieutenant David Vincennes
- Marc Gomes (V. F. : Bruno Dubernat) : Daryl Albrecht

## Épisodes
1. Une âme errante (The Soul Can't Rest)
2. Le duel (Souled Out)
3. Le prix de la vérité (Get a Life)
4. Les enfants du millénium (Like It's 1999)
5. Les voix (Voices)
6. Règlement de comptes (Solitude's Revenge)
7. Coup double (Double Take)
8. Transferts (Give Me Death)
9. Les fantômes du passé (Before I Wake)
10. Le fils perdu (Death Wish)
11. Le cercle des ténèbres (Through a Dark Circle)
12. Cas de conscience (Disclosure)
13. Le bouc émissaire (The People vs. Eric Draven)
14. Joyeux Halloween (It's a Wonderful Death)
15. Rendez-vous en enfer (Birds Of A Feather)
16. Les forces du mal (Never Say Die)
17. La résurrection de Lazare (Lazarus Rising)
18. Intoxication (Closing Time)
19. La croisée des chemins (The Road Not Taken)
20. Une âme à sauver (Brother's Keeper)
21. Mise en ordre (Dead to Rights)
22. Retour au paradis (A Gathering Storm)

### Autour de la série
- La série, au départ, devait compter deux saisons avec des héros différents. Finalement, les producteurs ont décidé de rester sur cette seule et unique saison compte tenu de l'audience moyenne enregistrée par la série, même si plusieurs acteurs étaient favorables à ce que la série se poursuive.
- Le personnage de Eric Draven était lourd à porter. Depuis l'accident de l'acteur Brandon Lee (mort sur le tournage du film), le rôle fut considéré comme maudit.
- Les producteurs avaient prévu de continuer la saison suivante avec le personnage d'Anna, la femme corbeau. Mais l'idée fut abandonnée, à la suite des résultats moyens de la première saison. Ainsi, un relais entre les deux héros était établi.
- A la fin de la première saison, Shelly bascule du pont comme Eric l'avait fait : cela laissait supposer qu'elle aurait regagné le monde des vivants avec les mêmes pouvoirs qu'Eric afin de vivre leur histoire d'amour.

## DVD (France)
Coffret intégrale 6 DVD, sortie le 26 février 2013 chez l'éditeur Universal. Avec uniquement la VF. ASIN B00A4MXTXE